# Поваев, Александр Михайлович
Александр Михайлович Поваев (род. 20 декабря 1948 года, с. Подсосново, Немецкий национальный район, Алтайский край, РСФСР, СССР) — советский и российский искусствовед, член-корреспондент Российской академии художеств (2010).

## Биография
Родился 20 декабря 1948 года в селе Подсосново Алтайского края, живёт и работает в городе Элиста Республики Калмыкия.
В 1973 году — окончил отделение монументальной и станковой живописи Ростовского художественного училища имени М. Б. Грекова.
С 1977 года — член Союза художников СССР, России.
В 2010 году — избран членом-корреспондентом Российской академии художеств от Южного регионального отделения.
Член общественного совета Министерства культуры Калмыкии.

## Творческая деятельность
Известные произведения: «Багши» (1995 г.), «Окон-Тенгри» (2001 г.), «Встреча» (2006 г.), «Лейла и Меджнум» (2003 г.), «Возвращение» (2003 г.), «Тара» (2008 г.), «Полдень» (2003 г.), «Сон» (2006 г.), «Чингис-хан»(2004 г.), «Воины Чингис-хана» (2006 г.), «Джагар» (2000 г.), «Сражение» (2005 г.), «Битва» (2007 г.), «Степь и горы» (1999 г.), «Табун» (2006 г.)
Персональные выставки: участник российских, региональных выставок с 1976 года.
Произведения представлены в музеях и частных собраниях России и за рубежом.

## Награды
- Народный художник Республики Калмыкия (1998)
- Золотая медаль Творческого союза художников России (2010)
- Серебряная медаль РАХ (2006)